# Сфера Дайсона
Сфе́ра Да́йсона — гипотетический астроинженерный проект, предложенный Фрименом Дайсоном, представляющий собой относительно тонкую сферическую оболочку большого радиуса (порядка радиуса планетных орбит) со звездой в центре. По признанию самого Фримена Дайсона, идею сферы он впервые обнаружил в фантастическом романе Олафа Стэплдона «Создатель звёзд».
Предполагается, что технологически развитая цивилизация может применять подобное сооружение для максимально возможного использования энергии центральной звезды и/или для решения проблемы жизненного пространства. Необнаружение сфер Дайсона является одним из подтверждений парадокса Ферми.
Основные причины постройки сферы фактически повторяют высказанные Константином Циолковским в «Грёзах о Земле и небе» (1895, главы 37, 43) для цепи и колец космических поселений вокруг Солнца (Дайсон, вероятно, об этом не знал).
Согласно теоретическим расчётам, для сооружения сферы Дайсона вокруг Солнца необходимо вещество массой порядка массы Юпитера.

## Критика
Сфера Дайсона должна быть приведена во вращение вокруг центральной оси, чтобы центробежная сила уравновесила силу притяжения центрального светила. Однако, так как центробежная сила достигает максимума на экваторе и равна нулю на полюсах вращающегося тела, на полюсах сферы Дайсона ничто не уравновешивает силы притяжения центрального светила. В результате чего сфера будет неизбежно разрушена.
Станислав Лем в «Сумме технологии» показал, что сооружение сферы для решения проблем жизненного пространства квадриллионов разумных существ бессмысленно с точки зрения логики и социологии, так как на алтарь «свободы неограниченного размножения» (которая непонятно почему должна остаться неприкосновенной, вместо её ограничения) нужно возложить множество других свобод (например, свободу передвижений, выбора профессии и т. п.), что в итоге привело бы к краху культурных ценностей и было бы извращением идеи прогресса, который предполагает их увеличение, а не уменьшение. Также Лем скептически настроен по отношению к возможности существования монокультуры с населением порядка нескольких квадриллионов. Автор считал сферу Дайсона одним из наиболее поразительных примеров ортоэволюционной экстраполяции развития технологии (то есть относящейся к гипотезам, по которым будущее — лишь приумноженное настоящее).
Иосиф Шкловский указал, что в сравнении со 100 % использованием энергии излучения центральной звезды, для максимального использования энергетических ресурсов планетной системы, предположительно более эффективным способом получения энергии могло бы быть использование водорода из газового гиганта в термоядерном синтезе. В Солнечной системе из Юпитера таким способом возможно было бы добыть около 1049 эрг или 1042 Дж, что сопоставимо с энергией взрыва сверхновой звезды. Если ежесекундно освобождать энергию 4·1033 эрг или 4·1026 Дж (что равняется мощности солнечного излучения, что также является пределом для сферы Дайсона, что также является энергетическим уровнем цивилизации II типа по шкале Кардашёва), то запаса энергии Юпитера хватило бы почти на 300 млн лет. Этот срок, вероятно, превосходит длительность «шкалы времени» любой развивающейся цивилизации.

## Модификации
Для предотвращения угрозы саморазрушения сферы, идея изменения её конструкции была развита в нескольких вариантах:
- Жёсткое кольцо относительно небольшой ширины (порядка процентов диаметра) — Кольцо Нивена.
- Жёсткое широкое экваториальное кольцо, разомкнутое вблизи полюсов и изогнутое по поверхности постоянного абсолютного значения вектора ускорения свободного падения, так что вес пробного тела одинаков в любой точке на внутренней стороне Сферы. Такая поверхность напоминает по форме игрушку-волчок с центральным утолщением. Большее притяжение звезды вблизи экватора компенсируется центробежной силой за счёт большей линейной скорости вращения в неинерциальной системе отсчёта; в высоких широтах в связи с уменьшением гравитационного воздействия звезды требуются меньшие центробежная сила и радиус сечения плоскостью, перпендикулярной к оси вращения. Данная поверхность не является эквипотенциальной для гравитационного поля (складывающегося из гравитационного поля звезды и поля центробежной силы) в собственной вращающейся системе отсчёта конструкции, поэтому сила тяжести направлена не по нормали к поверхности. Однако внутренняя сторона Сферы может быть сконструирована в виде концентрических террас, а не гладкой, так чтобы локальное отклонение силы тяжести от нормали к поверхности террасы не превышало заданного значения.
- Раковина ПокровскогоРаковина Покровского — модификация, предложенная советским учёным Г. И. Покровским, представляющая собой совокупность колец.
- Структура Крисвелла — развитие идеи Сферы Дайсона, но с фрактальной поверхностью для максимизации площади, воспринимающей излучение звезды поверхности.
- Энергетическое поле — создание вокруг звезды энергетического поля, искривляющего движение фотонов и собирающее их в один пучок. Поле может быть и не энергетическим, а созданным на основе ещё не изученных людьми физических законов, но главная идея в том, что вокруг звезды не надо вообще возводить какой либо конструкции, энергия будет собираться с помощью поля.

Все такие варианты уже нельзя называть «сферой», но такое общее название сохраняется исторически.

## Попытки поиска
- Поиск сфер Дайсона — перспективное направление программы SETI. Сооружение подобных масштабов может быть обнаружено существующими астрономическими средствами по его инфракрасному излучению с нетипичным спектральным распределением (таким образом, сфера Дайсона является всенаправленным мощным излучателем). Для этого планируется использовать телескоп SIRTF[источник не указан 391 день].
- В 2015 году несколько астрономов опубликовали результаты исследований изменений светимости звезды KIC 8462852 (звезда Табби) созвездия Лебедя по данным космического телескопа Kepler в рамках программы поиска экзопланет. Аномальные мерцания этой звезды некоторые исследователи пытались объяснить попыткой строительства сферы Дайсона или другого астроинженерного сооружения. Однако впоследствии было показано, что наблюдаемые изменения светимости звезды могут быть объяснены затемнением от объектов естественного происхождения[8].
- В 2024 году группа астрономов во главе с Матиасом Суасо из Уппсальского университета опубликовала результаты поиска кандидатов в сферы Дайсона в рамках проекта «Гефест». В новом исследовании учёные с помощью компьютерной программы изучили более пяти миллионов звёзд в галактике Млечный Путь. Они обнаружили семь кандидатов, связанных с красными карликами, которые нуждаются в дополнительной проверке. В ходе анализа выборки исследователи удаляли из неё загрязнённые источники (молодые звёзды, затемнённые пылью, или звёзды, которые как-то связаны с пылевыми туманностями), и источники, чьё излучение объяснимо естественными процессами. Также астрономы искали объекты, чьи спектральные распределения энергии были бы совместимы с моделями звёзд, обладающих частично завершёнными сферами Дайсона[источник не указан 391 день].